# Hysterionica
Hysterionica je rod glavočika smješten u podtribus Conyzinae, dio tribusa Astereae.
Postoje 12 vrsta, sve su iz Južne Amerike.
Hysterionica s.l. (uključujući Neju) obuhvaća ca. 15 vrsta rasprostranjenih uglavnom na travnjacima južnog Brazila, Urugvaja, središnje i sjeverne Argentine i južnog Paragvaja. Na temelju istraživanja na terenu, proučavanja nomenklaturalnih tipova i drugih primjeraka te pregleda literature, predložena jer nova vrsta, Hysterionica chamomilloides, endem planinskih regija sjevernog Urugvaja i jugozapadne države Rio Grande do Sul, Brazil.

## Vrste
1. Hysterionica aberrans Cabrera
2. Hysterionica bakeri Hicken
3. Hysterionica cabrerae Ariza
4. Hysterionica chamomilloides Deble
5. Hysterionica glaucifolia (Kuntze) Solbrig
6. Hysterionica jasionoides Willd.
7. Hysterionica matzenbacheri A.A.Schneid.
8. Hysterionica nebularis Deble, A.S.Oliveira & Marchiori
9. Hysterionica pinnatiloba Matzenb. & Sobral
10. Hysterionica pinnatisecta Matzenb. & Sobral
11. Hysterionica pulchella Cabrera
12. Hysterionica resinosa (Spreng.) P.L.R.Moraes